# Расим Мусабеков
Расим Насреддін-огли Мусабеков (азерб. Musabəyov Rasim Nəsrəddin oğlu; нар. 1 січня 1951, Баку, Азербайджанська РСР, СРСР) — азербайджанський політичний, державний і громадський діяч, з 2010 року депутат Міллі Меджлісу (Парламенту Азербайджанської Республіки).

## Біографія
Расим Насреддін-огли Мусабеков народився 1 січня 1951 року в Баку, центрі Азербайджанської РСР СРСР в сім'ї педагогів. У 1973 році закінчив Азербайджанський інститут нафти та хімії. З 1972 року — секретар комітету комсомолу інституту, з 1974 року завідував студентським відділом ЦК комсомолу Азербайджану. У 1976—1982 роках — інструктор, потім відповідальний організатор ЦК ВЛКСМ (Москва). У 1985 році закінчив аспірантуру, захистив кандидатську дисертацію з філософії. У 1985—1989 роках завідував науковою лабораторією міжнаціональних відносин Інституту молоді (Москва).
З 1989 року очолював соціологічну лабораторію Бакинської Вищої партійної школи, у 1990—1991 роках завідував ідеологічним відділом Бакинського міськкому компартії.
У 1991—1992 роках — радник з питань міжнаціональних відносин в апараті Президента Азербайджанської Республіки, брав участь у складних переговорах з вірменською стороною, з питань мирного врегулювання карабахського конфлікту. У 1992—1993 роках — радник в апараті Міллі Меджлісу.
У 1993—1999 роках — доцент Бакинського інституту політології і соціального управління.
З 2000 року — незалежний політолог, працював у Центрі економічних і політичних досліджень. Будучи відомим міжнародним експертом, здійснював наукове керівництво кількома великими міжнародними проектами.
У 1990—1995 роках був депутатом Бакинської Ради. У 2005—2008 роках — член Ради з преси Азербайджанської Республіки.
З листопада 2010 року — депутат 4 скликання Міллі Меджлісу Азербайджанської Республіки (отримав 33,66 % голосів у Наріманов-Низаминском виборчому окрузі № 18). Член Комітету з міжнародних відносин і міжпарламентських зв'язків, Очолює групу дружби з ПАР. Член Парламентської делегації Азербайджанської Республіки в Міжпарламентській Асамблеї держав-учасників СНД. У листопаді 2015 року переобраний депутатом 5 скликання Міллі Меджлісу від цього ж округу.
Член редколегій аналітичного журналу «STRATEJI TƏHLIL», який видається Центром Стратегічних Досліджень при Президентові Азербайджанської Республіки, а також журналу «GEO STRATEGIYA», що  видається Центром Геополітичних Досліджень «KASPI».
Автор понад 250 наукових публікацій на тему регіональної геополітики, етнічної політики, політичних партій та інститутів. Регулярно виступає в місцевих та закордонних ЗМІ з публікаціями та коментарями на актуальні суспільно-політичні теми.

## Нагороди та почесні звання
- Медаль «За трудову доблесть» (1972);
- Премія «Медіа-ключ» в номінації медіа-людина року (2010; за підсумками експертного опитування журналістських організацій).

## Родина та особисте життя
Одружений, має доньку.